# Sin With Sebastian
A Sin With Sebastian nevű német előadó égisze alatt Sebastian Roth énekes, dalszövegíró tevékenykedik, aki 1995-ben jelentette meg első kislemezét a Shut Up (And Sleep With Me) című dalt, mely Európa szerte slágerlistás helyezést ért el. Spanyolországban, Ausztriában, Finnországban, Mexikóban első helyezést ért el, Top 10-es sláger volt majdnem minden Európai országban. Az amerikai Billboard Hot Dance Club Play Listán a 26., míg az Egyesült Királyságban a 44. helyezést érte el. Ezt követte a Golden Boy melyről három kislemezt jelentettek meg.

## Diszkográfia

### Kislemezek
- Shut Up (And Sleep With Me) (1995)
- Golden Boy (1995)
- He Belongs To Me (1997) (with Marianne Rosenberg)
- Fuck You (I'm in Love) (2007)
- That’s All? (I’m Not Satisfied)  (2010)
- Wake Up (Be Good To Me) (2011) (with Dolly Buster)

### Albumok
- Golden Boy (1995)
- Punk Pop! (2008)
- Punk Pop! 2  (2010)